# Штейн, Вера Фёдоровна
Вера Фёдоровна (Теодоровна) Штейн (1881—1971) — русская и советская художница и скульптор; член Союза художников СССР с 1934 года.

## Биография
Родилась 22 апреля (5 мая по новому стилю) 1881 года в Санкт-Петербурге в семье Фёдора Фёдоровича Штейна, дворянина, профессора консерватории, действительного статского советника.
В 1898 году закончила Санкт-Петербургскую Литейную женскую гимназию. Затем училась в Петербургской академии художеств (1903–1907). После этого в Париже в 1906—1907 годах брала частные уроки у Ф. Коларосси и Л. Бернштама, пользовалась советами О. Родена.
Вернувшись в Россию, закончила историко-филологический факультет Петроградского университета. Занималась историей античного Причерноморья, участвовала в археологических раскопках в Крыму, читала лекции в Рабочем воскресном университете при Эрмитаже и Русском музее, работала в Академии истории материальной культуры.
В 1929 году была осуждена по делу религиозно-философского кружка «Воскресение» к трём годам лагеря, до 1931 года отбывала срок в СЛОН В 1931—1932 годах находилась в ссылке в Кадникове Вологодской области (одновременно с отцом Сергием Мечёвым, О. В. Второвой-Яфой, поэтом В. Пястом).
С 1932 года Вера Фёдоровна жила и работала в Новосибирске. Одно из лучших её произведений — скульптура–барельеф «Танцы народов СССР», украшающий Новосибирский театр оперы и балета.
Умерла 23 сентября 1971 года в Новосибирске. Похоронена на Заельцовском кладбище.
Произведения Веры Штейн находятся в Государственном Эрмитаже в Санкт-Петербурге, Государственном центральном музее современной истории России в Москве, Новосибирском государственном художественном музее, Новосибирском государственном краеведческом музее.

## Семья
- Отец — Фёдор Фёдорович (Теодор) Штейн (1819—1893) — знаменитый немецкий пианист и импровизатор.
- Мать — Александра Николаевна (Александрина), урождённая фон Розеншильд-Паулин (1842—1915) — из рода Кульневых и выходцев из Дании фон Розеншильд-Паулин.
- Родной брат — Евгений Фёдорович Штейн (1869-1961), российский дипломат.
- Родной брат — Алексей Фёдорович Штейн (1870—1959) — пианист и педагог. Преподавал в Смольном и Елизаветинском институтах благородных девиц, Петербургской (Петроградской) консерватории.
- Родной брат — Модест Фёдорович Штейн (1876—1908); сведений о жизни нет.

Вера Федоровна замужем не была, детей не было.